# دانشگاه لینه
دانشگاه لینه واقع در استان اسملاند در دو شهر وکشو (به سوئدی: Växjö) و کلمر (به سوئدی: Kalmar) در کشور سوئد واقع شده‌است. این دانشگاه که با تلفیق دانشگاه وکشو و کالج کلمر در سال ٢٠١٠ تأسیس گردید، یکی از بزرگترین مراکز آموزشی دولتی در ناحیه اسملاند می‌باشد.